# ديفيد شيرينجتون
ديفيد شيرينجتون (بالألمانية: David Sherrington) (و. 1941 – م) هو فيزيائي من المملكة المتحدة .
وهو عضواً في الجمعية الملكية .

## التعليم
تعلم في جامعة مانشستر

## جوائز
حصل على جوائز منها:
- جائزة ديراك لمؤسسة الفيزياء [الإنجليزية]‏ (2007)
- زمالة الجمعية الملكية (1994)
- دكتوراه في الفلسفة
- زمالة معهد الفيزياء.